# Camilo Torres

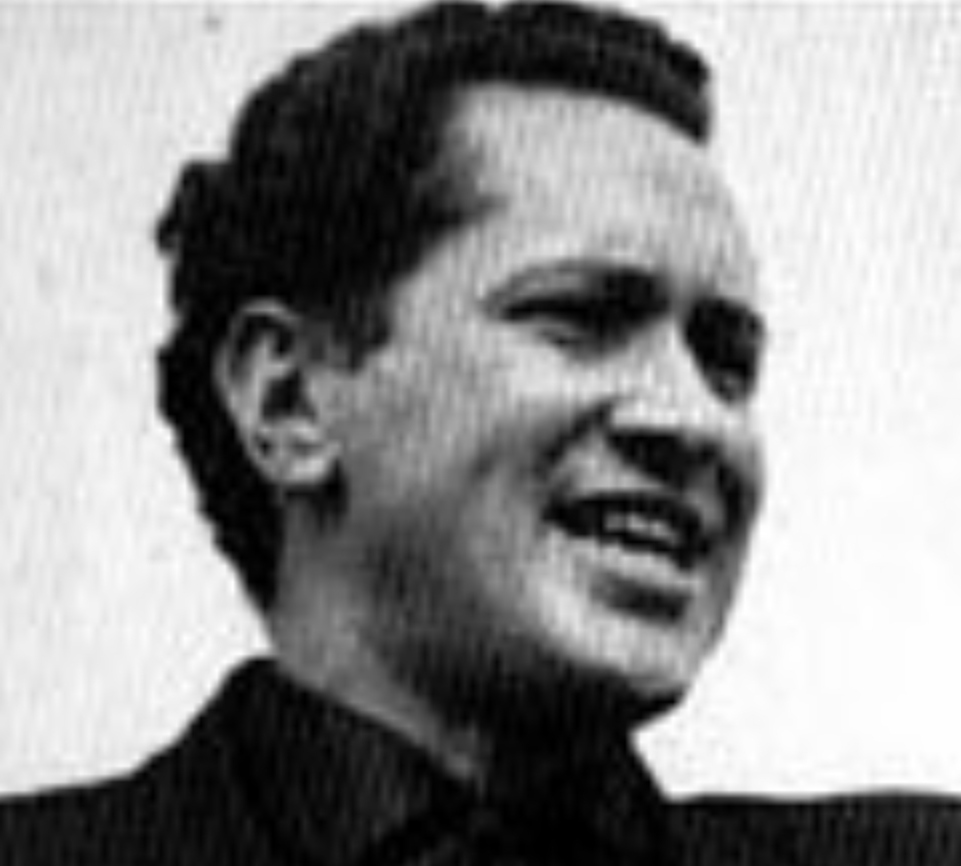
Camilo Torres

Camilo Torres Restrepo (* 3. Februar 1929 in Bogotá; † 15. Februar 1966 in San Vicente de Chucurí, Departamento de Santander) war ein kolumbianischer, römisch-katholischer Priester und Befreiungstheologe. Er wurde 1965 aktives Mitglied der Nationalen Befreiungsarmee (ELN), der ersten südamerikanischen Guerillabewegung, die auch aktive Christen in ihren Einheiten hatte. Mit ihr wollte er gewaltsam eine gerechtere Sozialordnung in seinem Land erzwingen. Bei seinem ersten Gefecht gegen kolumbianische Truppen kam er ums Leben.

## Leben und Wirken
Camilo Torres stammte aus einer bürgerlichen Familie. Er wurde als Sohn des Arztes und ehemaligen Dekans der medizinischen Fakultät und zeitweiligen Rektors der Universidad Nacional de Colombia, Calixto Torres Umaña, geboren. Als Kind kam er zwischen 1931 und 1934 und in 1937 nach Deutschland, wo sein Vater kolumbianischer Konsul in Berlin war und besuchte später das Colegio Andino – Deutsche Schule in Bogotá. Nachdem er das Abitur am Liceo Cervantes in 1946 abgelegt hatte, begann er ein Jurastudium und verlobte sich. In Exerzitien entschloss er sich jedoch, Priester zu werden und studierte Philosophie und katholische Theologie. 1954 wurde er zum Priester geweiht. Auf Empfehlung von Kardinal Luque von Bogotá konnte er ein Soziologiestudium an der katholischen Universität in Löwen anschließen, wo seine sozialen Vorstellungen entscheidend geprägt und er sich als Christ zum Thema Armut und soziale Gerechtigkeit hingezogen fühlte.
Nach einer vorübergehenden Tätigkeit als Sozialarbeiter und Seelsorger in West-Berlin kehrte Torres 1959 nach Bogotá zurück. Nachdem er zum Kaplan der Nationalen Universität von Kolumbien ernannt worden war, gründete er 1960 zusammen mit Orlando Fals Borda die Fakultät für Soziologie, mit der er als Professor verbunden war. Er wurde Studentenpfarrer und Mitgründer der dortigen soziologischen Fakultät, wo er als Dozent tätig war.
Torres begann zunehmend, die Armut der Menschen als ein großes Problem zu sehen und setzte sich für eine Zusammenarbeit zwischen Christen und Marxisten ein. Er selbst sagte dazu: „Warum sollen wir streiten, ob die Seele sterblich oder unsterblich ist, wenn wir beide wissen, dass Hunger tödlich ist.“ Seit 1965 wurde er in Kolumbien zunehmend bekannter, als er begann, seine sozialrevolutionären Ideen zu verbreiten und sich für streikende Studenten einzusetzen. Da Torres entgegen den Anordnungen seines Erzbischofs Kardinal Concha seine politische Tätigkeit fortsetzte, wurde er in seinen priesterlichen Funktionen suspendiert; auch seine Universitätsämter musste er niederlegen.
Während mehrerer Monate bereiste er das Land, um seine „christlich-kommunistische Bewegung“ zu propagieren und zu organisieren. Er gewann besonders unter der akademischen Jugend eine große Anhängerschaft und wurde von vielen als potentieller Führer der linksgerichteten Opposition zur Nationalen Front angesehen. Im Vorfeld der Wahlen von 1966 gründete Torres die Frente Unido (Einheitsfront) – eine Vereinigung nahezu der gesamten Linken des Landes.
Am 17. März 1965 veröffentlichte Torres sein Grundsatzprogramm der Frente Unido. Im Oktober 1965 schloss er sich gemeinsam mit einer Studententruppe der Nationalen Befreiungsfront des kommunistisch inspirierten Ejército de Liberación Nacional (ELN) an und ging ab November 1965 in den Untergrund. Nach monatelangem Verschwinden meldete er sich am 7. Januar 1966 als Sprecher einer ihrer bewaffneten Gruppen mit einer „Proklamation an das kolumbianische Volk“ aus den Bergen ein letztes Mal öffentlich zu Wort.
Am 15. Februar 1966 wurde Torres bei einem Dschungelgefecht an einem Ort, bekannt als Patio Cemento („Zementhof“) im municipio El Carmen de Chucurí, damals ein corregimiento von San Vicente de Chucurí in Santander von Regierungstruppen getötet. Es war sein erstes Gefecht mit der kolumbianischen Armee. Sein Leichnam wurde heimlich vergraben, ein christliches Begräbnis wurde ihm verweigert. Seine Grabstätte ist bis heute unbekannt.

## Andenken

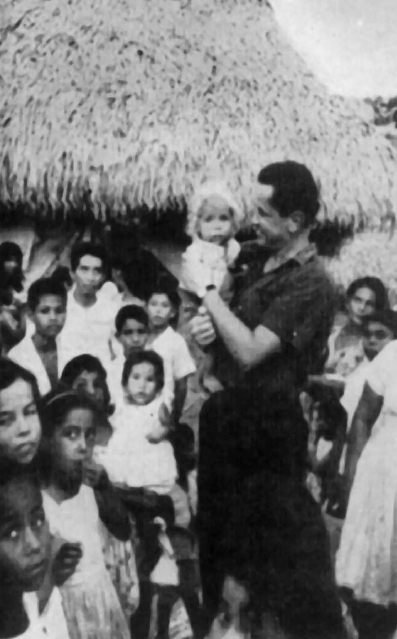
Camilo Torres mit Landbevölkerung, vor 1968.

Daniel Viglietti hat ihm in seinem Lied Cruz de Luz, das durch Víctor Jara bekannt geworden ist, ein Denkmal gesetzt. 1969 drehte Paolo Breccia einen Film über Torres. 1977 wurde seine Geschichte in „Der Tod des Camilo Torres“ unter der Regie von Eberhard Itzenplitz mit Gerd Böckmann in der Hauptrolle für das deutsche Fernsehen verfilmt.
Als sich 1987 die ELN und das venezolanische Movimiento de Izquierda Revolucionaria (MIR) zusammenschlossen, nannten sie sich zeitweise in seinem Andenken „Vereinigte Nationale Camilistische Befreiungsarmee“.
Aus den Reihen religiöser Sozialisten wurde zudem die Aufnahme eines Seligsprechungsprozess für Camilo Torres angeregt.
50 Jahre nach seinem Tod wird von der Katholischen Kirche Kolumbiens eine postume Aussöhnung mit Camilo Torres eingeleitet. Der Erzbischof von Cali, Darío de Jesús Monsalve Mejía, bezeichnete ihn in einer ökumenischen Gedenkfeier als ein Zeichen der Versöhnung für die Zeiten des Friedens in Kolumbien. Auch die Anweisung des kolumbianischen Präsidenten Juan Manuel Santos, nach den sterblichen Überresten von Torres zu suchen, wurde als ein weiteres symbolisches Zeichen dafür gesehen, dass sein Andenken für die laufenden Friedensverhandlungen zwischen der kolumbianischen Regierung und den beiden Guerilla-Organisationen FARC-EP und ELN als hilfreich erachtet wird.

## Schriften
- Vom Apostolat zum Partisanenkampf. Artikel und Proklamationen, (Rowohlt-Paperback, Band 78), Rowohlt, Reinbek bei Hamburg 1969.
- Revolution als Aufgabe des Christen, Matthias-Grünewald-Verlag, Mainz 1969 (mehrere Neuauflagen), ISBN 3-7867-0899-1.
- Escritos políticos. Auswahl und Vorwort von Ignacio Escobar Uribe. Editorial Ancora Ed., Bogotá 1991, ISBN 958-9012-56-6.